# Schwetschkea brevipes
Schwetschkea brevipes är en bladmossart som beskrevs av Brotherus 1909. Schwetschkea brevipes ingår i släktet Schwetschkea och familjen Leskeaceae. Inga underarter finns listade i Catalogue of Life.